# Froidefontaine
Froidefontaine es una comuna francesa situada en el departamento del Territorio de Belfort, de la región de Borgoña-Franco Condado.
Los habitantes se llaman Froidefontainiens.

## Geografía
Está ubicada a 10 km al sureste de Belfort

## Demografía
| 399 | 408 | 431 | 431 | 437 | 444 | 462 | 456 |
| Para los censos de 1962 a 1999 la población legal corresponde a la población sin duplicidades (Fuente: INSEE [Consultar]) |     |     |     |     |     |     |     |